# Kamov Ka-10
Il Kamov Ka-10 (in cirillico Камов Ка-10, nome in codice NATO Hat - cappello) era un elicottero leggero monomotore a pistoni con rotori controrotanti coassiali tripala, progettato dall'OKB 938 diretto da Nikolaj Il'ič Kamov e sviluppato in Unione Sovietica all'inizio degli anni cinquanta.
Miglioramento del Ka-8, costituito fondamentalmente da un impianto motore accoppiato a due rotori coassiali, venne impiegato negli anni successivi nei ruoli di collegamento e ricognizione marittima dall'Aviacija Voenno-Morskogo Flota, l'aviazione navale della Marina militare sovietica. Ne vennero costruiti solo 15 esemplari.

## Varianti
Ka-10
elicottero monoposto d'osservazione.
Ka-10M
sviluppo del Ka-10 con due timoni di coda.

## Utilizzatori
Unione Sovietica
- Aviacija Voenno-Morskogo Flota